# Carmen de Gurtubay
María del Carmen de Gurtubay y Alzola (Madrid, 4 de junio de 1910 - París, 23 de enero de 1959) fue una aristócrata española, única hija de Juan de Gurtubay y González de Castejón y de Blanca de Alzola y González de Castejón, I marquesa de Yurreta y Gamboa.

## Familia
Después de la muerte de su padre en 1912, su madre se casó por segunda vez, el 15 de abril de 1920, con José Alfonso de Bustos y Ruiz de Arana, duque de Andría.
La primera boda de Carmen en 1931 con su primo Alfonso Merry del Val y Alzola, II marqués de Merry del Val fue anulada por decreto papal gracias a las influencias de su familia en el Vaticano debido a que el tío de Pablo Merry del Val era el cardenal Rafael Merry del Val, Secretario de Estado de la Santa Sede hasta 1914, y Secretario de la Sagrada Congregación del Santo Oficio, actualmente la Congregación para la Doctrina de la Fe (antes la Sagrada Congregación de la Romana y Universal Inquisición). 
El 4 de julio de 1936 se casó por lo civil en Las Palmas de Gran Canaria con Ángel Fernández de Liencres, marqués de Nájera. De este matrimonio nació una hija, Jane Fernández de Liencres y Gurtubay (n. 25 de marzo de 1937).
El 24 de febrero de 1948 se casó con John McKee-Norton, un canadiense que vivía en Inglaterra, que conoció en el bar del Hotel Ritz de París.

## Vida
Los primeros años de Carmen consistieron, como por muchos aristócratas españoles antes de la Guerra Civil, en una sucesión de fiestas y vacaciones entre la capital, sus fincas y las ciudades y hoteles más elegantes de Europa. También fue una amazona apasionada y golfista experta. Hablaba varios idiomas, entre ellos inglés, francés, italiano y portugués y en 1946 obtuvo la licenciatura en Filosofía y Letras.
Desde muy joven fue consciente de la terrible división entre su propia clase y la clase obrera en España. Se convirtió en una socialista convencida y militaba activamente en el naciente movimiento republicano. Al inicio de la Guerra Civil huyó de Barcelona a Francia donde vivió en el exilio hasta su muerte. Durante sus años en París siguió trabajando por la causa republicana.
Una parte de la correspondencia de Manuel de Irujo Ollo, ministro republicano que vivió en el exilio en Londres hasta 1945 y luego en París, está archivada en Euskomedia Fundazioa. Hay una de las cartas de Carmen y otras en que de Irujo se refiere a los esfuerzos de Carmen por la causa republicana.
En 1997 la Cámara de Representantes de los Estados Unidos publicó el Informe Eizenstat sobre el saqueo de oro y obras de arte por parte de los nazis durante la Segunda Guerra Mundial. El Informe hace referencia a otro informe que Carmen envió al embajador estadounidense en París y se indica: «Carmen de Gurtubay fue una agente de mayor rango por las fuerzas aliadas, que arriesgó su vida en Portugal y España durante los años de la guerra. Fue encarcelada varias veces por agentes alemanes».
Carmen murió en París en enero de 1959. Sus restos mortales están enterrados en el cementerio de Montparnasse (División 18; Línea 1 sud, Tumba 30 ouest). Animada por Jenny Bradley, propietaria de la agencia literaria W. A. Bradley escribió su autobiografía, que su madre la duquesa de Andría intentó esconder después de la muerte de Carmen. Su historia sigue sin publicar.